# Haroldia trivialis
Haroldia trivialis là một loài ruồi trong họ Asilidae. Haroldia trivialis được Oldroyd miêu tả năm 1974. Loài này phân bố ở vùng nhiệt đới châu Phi.